# Distrito electoral local 20 de Chihuahua
El Distrito electoral local 20 de Chihuahua es uno de los 22 Distritos Electorales en los que se encuentra dividido el territorio del estado de Chihuahua. Su cabecera es Santa Rosalía de Camargo.
Desde el proceso de redistritación de 2022 abarca los municipios de Allende, Camargo, Coronado, La Cruz, Jiménez, Julimes, López, Matamoros, San Francisco de Conchos y Saucillo.

## Distritaciones anteriores

### Distritación de 1997
En 1997 este distrito fue introducido, teniendo como cabecera la Delicias, abarcando la totalidad del Municipio de Delicias.

### Distritación de 2012
Para 2012 el distrito continuó con su cabecera en Delicias, abarcando la misma zona desde 1997.

### Distritación de 2015
Entre 2015 y 2022, el distrito pasó a tener cabecera en Santa Rosalía de Camargo, abarcando los municipios de Allende, Camargo, Coronado, La Cruz, Jiménez, López, San Francisco de Conchos y Saucillo.

## Diputados por el distrito
| Diputado                    | Grupo parlamentario | Legislatura | Periodo     | Cabecera distrital Según cada distritación |
| --------------------------- | ------------------- | ----------- | ----------- | ------------------------------------------ |
| Rogelio Muñoz Ochoa         |                     | LIX         | 1998 - 2001 | Delicias                                   |
| Manuel Márquez Lizalde      |                     | LX          | 2001 - 2004 | Delicias                                   |
| Jesús Villalobos Máynez     |                     | LXI         | 2004 - 2007 | Delicias                                   |
| Manuel Soltero Delgado      |                     | LXII        | 2007 - 2010 | Delicias                                   |
| Ricardo Orvíz Blake         |                     | LXIII       | 2010 - 2013 | Delicias                                   |
| Arturo Díaz Cazares         |                     | LXIII       | 2013        | Delicias                                   |
| Eliseo Compeán Fernández    |                     | LXIV        | 2013 - 2016 | Delicias                                   |
| Marco Antonio Baeza García  |                     | LXIV        | 2016        | Delicias                                   |
| Citlalic Portillo Hidalgo   |                     | LXV         | 2016 - 2018 | Camargo                                    |
| Luis Alberto Aguilar Lozoya |                     | LXVI        | 2018 - 2020 | Camargo                                    |
| Jesús Manuel Vázquez Medina |                     | LXVI        | 2020 - 2021 | Camargo                                    |
| Luis Alberto Aguilar Lozoya |                     | LXVI        | 2021        | Camargo                                    |
| Luis Alberto Aguilar Lozoya |                     | LXVII       | 2021 -      |                                            |

## Resultados Electorales

### 2016
|  | 39.50 % |

|  | 31.79 % |

|  | 6.28 % |

|  | 3.64 % |

|  | 6.84 % |

|  | 4.41 % |

|  | 3.24 % |

|  | 1.13 % |

|  | 0.02 % |

|  | 3.13 % |

|  | 100.00 % |

### 2013
|  | 50.55 % |

|  | 41.74 % |

|  | 1.60 % |

|  | 2.31 % |

|  | 1.49 % |

|  | 0.11 % |

|  | 2.21 % |

|  | 100.00 % |

### 2010
|  | 45.59 % |

|  | 46.63 % |

|  | 1.93 % |

|  | 2.13 % |

|  | 1.38 % |

|  | 0.04 % |

|  | 2.30 % |

|  | 100.00 % |

### 2007
|  | 40.64 % |

|  | 49.73 % |

|  | 2.10 % |

|  | 4.00 % |

|  | 1.57 % |

|  | 0.29 % |

|  | 0.03 % |

|  | 1.64 % |

|  | 100.00 % |

### 2004
|  | 45.36 % |

|  | 52.83 % |

|  | 0.00 % |

|  | 1.81 % |

|  | 100.00 % |

### 2001
|  | 40.35 % |

|  | 50.76 % |

|  | 2.51 % |

|  | 2.35 % |

|  | 2.07 % |

|  | 0.00 % |

|  | 0.47 % |

|  | 0.00 % |

|  | 1.48 % |

|  | 100.00 % |

### 1998
|  | 37.01 % |

|  | 50.46 % |

|  | 6.85 % |

|  | 0.40 % |

|  | 1.91 % |

|  | 1.57 % |

|  | 0.01 % |

|  | 1.79 % |

|  | 100.00 % |